# پامپا انرژیا
پامپا انرژیا (به اسپانیایی: Pampa Energía) بزرگ‌ترین شرکت برق آرژانتین است، که در زمینه تولید، انتقال و توزیع برق فعالیت می‌کند.
شرکت پامپا انرژیا دارای بزرگ‌ترین شبکه انتقال برق در آرژانتین است و از طریق شرکت‌های زیرمجموعه خود در مجموع مالک ۱۰٫۱۵۵ کیلومتر شبکه انتقال شهری و ۶٫۱۰۸ کیلومتر کابل برق فشار قوی در این کشور می‌باشد. دفتر مرکزی این شرکت در شهر بوئنوس آیرس قرار دارد.